# Muhammad Salih al-Munajjid
Muhammad Salih al-Munajjid (arabisch محمد صالح المنجد, DMG Muḥammad Ṣāliḥ al-Munaǧǧid; * 30. Dhū l-Hiddscha 1380 AH (14. Juni 1961)) ist ein salafistischer islamischer Gelehrter aus Saudi-Arabien und Betreiber der Website islamqa.info.

## Leben
Al-Munajjid wurde 1961 in Aleppo, Syrien, geboren und ist Palästinenser mit syrischem Pass. Er wuchs in Saudi-Arabien auf, wo er auch weiterhin lebt. Al-Munajjid besuchte die King Fahd University of Petroleum and Minerals (KFUPM) in Zahran und schloss mit einem Bachelor in Industrial Management ab. Islamisches Recht lernte er bei dem islamischen Gelehrten Abd al-Aziz ibn Baz. Ebenso studierte er auch bei den Gelehrten Muhammad ibn al-Uthaymin, Abdullah Ibn Jibreen, Saleh al-Fawzan und Abd ar-Rahman al-Baraak. Er ist Imam und Lehrer in der „Umar ibn Abd al-'Aziz Moschee“ in Al-Khobar.
Al-Munajjid tritt sowohl gelegentlich im saudischen Satelliten-Sender Iqra TV auf als auch in Al-Majd TV und in seiner wöchentlichen Sendung im Radiosender Heiliger Koran (Idhaa’at al-Qur’aan il-Kareem).
Im Dezember 2003 intervenierte das US-Außenministerium, als Munajjid mit saudischem Diplomatenstatus einreisen und an einer islamischen Konferenz in Houston teilnehmen wollte.

## islamqa.info
Seit 1997 ist seine Website islamqa.info („Islam – Questions and Answers“) online. Die redaktionelle Kontrolle wird ausgeübt von al-Munajjid, der die Fragen und Antworten zum Islam prüft, vorbereitet, überarbeitet und kommentiert.
Laut Alexa Internet ist sie eine der zehn meistbesuchten salafistischen Webseiten.
Islamqa.info bietet eine Fatwa-Datenbank und erscheint in 13 Sprachen (deutsch, englisch, chinesisch, uigurisch, französisch, spanisch, japanisch, indonesisch, russisch, hindi, türkisch, arabisch, urdu).